# Mariana Päraway
Mariana Porta, (Provincia de Mendoza, Argentina, 27 de febrero de 1980) es una cantautora, instrumentista y compositora argentina de pop rock. Su carrera solista comenzó en el año 2011, con su primer disco El tiempo, pero su popularidad y notoriedad comenzó con el segundo trabajo discográfico, Los peces. Es uno de los músicos y cantautores del espectro del movimiento llamado "Rock de Mendoza" y de Argentina. En 2017 lanzará el álbum La Flecha, producido por el ganador de dos Grammys, Ernesto "Neto" García, y editador por Concepto Cero.

## Carrera
Originaria del departamento de General Alvear, comenzó a estudiar y tocar la guitarra a los 16 años en la Ciudad de Santa Rosa, La Pampa; también estudió Violonchelo y guitarra en la Escuela de Música de la Universidad Nacional de Cuyo, provincia de Mendoza, Argentina. Su primera incursión en el rock fue como guitarrista de una agrupación llamada Prismal y luego formó parte de la banda Glamour, integrada en su totalidad por mujeres, con estilo muy próximo al Punk Rock y la Música alternativa. En el año 2008 se dedicó a componer sus propias canciones y a investigar con nuevos instrumentos como el arpa, el charango y el piano. 
Editó su primer disco, El Tiempo, en el año 2011, el segundo, Los Peces, en el 2012, y el tercero, Hilario, en el 2014 bajo el sello nacional Concepto Cero, producido por Leandro Lacerna y Alejandro Terán, en los arreglos de cuerda y orquestación. En 2016 empezó a grabar La Flecha en la Ciudad de México junto al productor Ernesto "Neto" García, luego lo continuó en Buenos Aires. La Flecha tuvo dos sencillos: Verne y el faro feat. Loli Molina y Valeriana feat. Andrea Echeverri de Aterciopelados y Tomás Ferrero de Rayos Láser. El álbum La Flecha se lanzará en todo el mundo el 22 de septiembre de 2017 por Concepto Cero.

## Colaboraciones y Participaciones
Además de haber participado como invitada en numerosos discos de colegas, la mendocina Mariana Päraway fue convocada en el 2015 para poner su voz en dos canciones pertenecientes a la banda de sonido de la Fiesta Nacional de la Vendimia 2015.

Ha compuesto música para obras de teatro y programas de televisión.

En el 2015 participó del Cosquín Rock en la ciudad de Córdoba.

## Discografía
- El tiempo, 2011. Sello Independiente.
- Los peces, 2012. Sello Independiente.
- Hilario, 2014. Concepto Cero.
- La Flecha, 2017. Concepto Cero.

## Premios y reconocimientos
- En el 2012, fue ganadora de tres premios Zero, entregado por Zero (revista de Argentina), elegida por más de 20 periodistas de espectáculo de Argentina, en las categorías:
- Mejor Solista Folk.
- Mejor Videoclip, por su video "Bailar", dirigido por OIO Films.
- Mejor Banda o Solista 2012.

En el año 2014 recibió el reconocimiento de Mr. E a la mejor producción independiente de rock argentino y el Premio Zero a Mejor Solista Folk, por su disco Hilario. 